# Maria łaski pełna
Maria łaski pełna (ang. Maria Full of Grace) – amerykańsko-kolumbijsko-ekwadorski dramat kryminalny z 2004 roku w reżyserii Joshuy Marstona.

## Główne role
- Catalina Sandino Moreno - María Álvarez
- Virgina Ariza - Juana
- Yenny Paola Vega - Blanca
- Johanna Andrea Mora - Diana Álvarez
- John Álex Toro - Franklin

## Fabuła
María Álvarez mieszka z rodziną w małym miasteczku na północ od Bogoty. Pracuje na plantacji kwiatów i marzy o lepszym życiu. Pewnego dnia poznaje Franklina, który składa jej propozycję pracy w charakterze tzw. „muła”. Ma przemycać do USA we własnym żołądku narkotyki.